# NGC 2688
NGC 2688 é uma galáxia lenticular (S0) localizada na direcção da constelação de Ursa Major. Possui uma declinação de +49° 07' 21" e uma ascensão recta de 8 horas, 55 minutos e 11,4 segundos.
A galáxia NGC 2688 foi descoberta em 11 de Março de 1858 por William Parsons.